# Нијагара (филм)
Нијагара (енгл. Niagara) је амерички филм редитеља Хенрија Хатавеја из 1953. године у којем главне улоге тумаче Мерилин Монро, Џозеф Котен, Џин Питерс и Макс Шоволтер.

## Радња
Радња је смештена код Нијагариних водопада, где су Kатлерови, млади брачни пар дошли да проведу медени месец и где упознају средовечног Џорџа Лумиса и његову младу и привлачну супругу Роуз. Радња приказује како Роуз бестидно манипулише својом сексуалношћу како би Kатлерове покушала да укључи у свој план да ликвидира мужа, али и како је Џорџ предухитри са једнако крвавим последицама.

## Улоге
| Глумац        | Улога              |
| ------------- | ------------------ |
| Мерилин Монро | Роуз Лумис         |
| Џозеф Котен   | Џорџ Лумис         |
| Џин Питерс    | Поли Катлер        |
| Макс Шоволтер | Реј Катлер         |
| Денис О'Деј   | Инспектор Старки   |
| Ричард Алан   | Патрик             |
| Дон Вилсон    | Господин Кетеринг  |
| Лурин Татл    | Госпођица Кетеринг |
| Расел Колинс  | Господин Ква       |
| Вил Рајт      | лађар              |